# Wilhelm Petersén

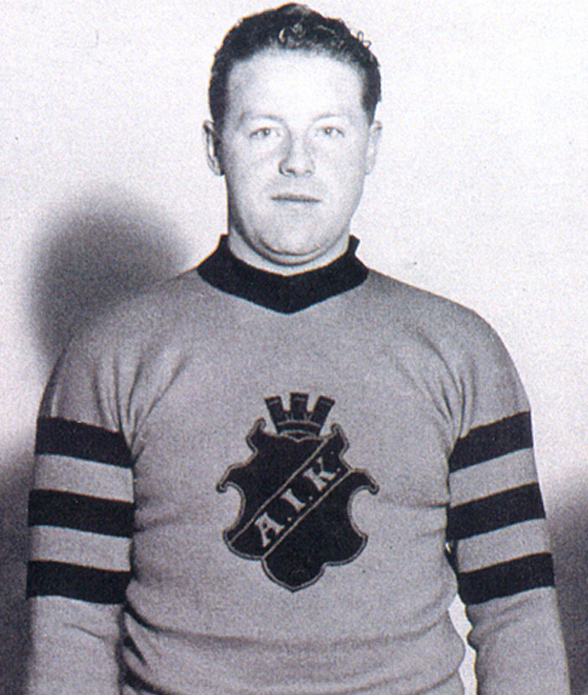
Wilhelm Petersén

Wilhelm Knut „Mulle“ Petersén (* 2. Oktober 1906 in Stockholm; † 11. Dezember 1988 in Nacka) war ein schwedischer Sportler. Er trat für AIK sowohl im Eishockey, im Fußball als auch im Bandy an. In allen drei Sportarten kam er mit dem Klub zu schwedischen Meisterehren und wurde jeweils in die schwedische Nationalmannschaft berufen.

## Laufbahn
In den 1920er und 1930er Jahren, zur Zeit von Peterséns Sportkarriere, war es in Schweden allgemein üblich, in mehreren Sportarten parallel anzutreten. So trat er für AIK im Eishockey, Fußball und Bandy in der jeweils höchsten Spielklasse an bzw. spielte mit dem Klub in der Endrunde der Meisterschaft mit. 
Vor allem im Eishockey zählte Petersén zu den Stützen der Mannschaft und wurde mehrmals interner Torschützenkönig. 1934 und 1935 gewann er mit der Eishockeymannschaft von AIK den schwedischen Meistertitel. Folglich wurde er auch in die Eishockeynationalmannschaft berufen. Mit der Landesauswahl wurde er bei der Weltmeisterschaft 1928 Zweiter hinter Kanada und, da der Wettbewerb zudem die 13. Eishockey-Europameisterschaft war, damit gleichzeitig Europameister. Bei der Europameisterschaft 1932 gewann er ein zweites Mal mit der Mannschaft den Titel. Zudem nahm er an den Olympischen Spielen 1928 und 1936 teil, wobei er 1928 die Silbermedaille gewann. Später wurde er als Stor Grabb ausgezeichnet.
Petersén, der am 13. Mai 1928 bei der 0:1-Heimniederlage gegen GAIS sein Debüt in der Allsvenskan gefeiert hatte, kam ab der Spielzeit 1929/30 auch in der Fußballmannschaft von AIK regelmäßig zum Einsatz. In den folgenden drei Spielzeiten gehörte er zum Stammpersonal und trug somit zum Gewinn des Von-Rosens-Pokals als schwedischer Meister am Ende der Spielzeit 1931/32 bei. Bis 1934 spielte er 86 Mal in der Allsvenskan und erzielte dabei sechs Tore. Am 28. September 1930 kam er bei der 0:3-Heimniederlage gegen Polen zu seinem Länderspieldebüt, sein zweites und letztes Länderspiel bestritt er zwei Jahre später. Am 16. Mai 1932 feierte er einen 7:1-Sieg über die Landesauswahl Finnlands.
Mit der Bandymannschaft von AIK feierte er 1931 den Gewinn des schwedischen Meistertitels. Ebenso wie im Fußball wurde er zweimal in die Nationalmannschaft berufen.
Petersén besaß eine eigene Kaffeerösterei in Stockholm.